# Фредериксен, Тим
Тим Фредериксен (дат. Tim Frederiksen; род. 1955) — датский скрипач, альтист и музыкальный педагог. Сын альтиста Кнуда Фредериксена, представитель третьего поколения в семье датских музыкантов-струнников.
С 1980 г. первый альт Датского национального симфонического оркестра, в 1983—1996 гг. его концертмейстер. Одновременно в 1986—1996 гг. первая скрипка Датского квартета, записавшего альбомы с произведениями Карла Нильсена, Пауля Хиндемита, Иба Нёрхольма, Софии Губайдулиной. Затем альтист в Квартете имени Нильсена.
С 1995 г. профессор альта и камерного ансамбля в Копенгагенской консерватории. В этом качестве наиболее известен как наставник музыкантов Датского струнного квартета. С 2008 г. проректор консерватории.